# Hāta
Hāta är en ort i Indien.   Den ligger i distriktet Kushinagar och delstaten Uttar Pradesh, i den nordöstra delen av landet, 700 km öster om huvudstaden New Delhi. Hāta ligger 83 meter över havet och antalet invånare är 12 050.
Terrängen runt Hāta är mycket platt. Runt Hāta är det mycket tätbefolkat, med 1 221 invånare per kvadratkilometer. Det finns inga andra samhällen i närheten. Trakten runt Hāta består till största delen av jordbruksmark.